# Sudamericano de Rugby 1967
El Sudamericano de Rugby de 1967 fue el de menor número de participantes de los que se habían disputado hasta ese momento, según la  al declinar la Asociación Brasileña de Rugby de participar se hizo gestiones para que compitiera Trinidad y Tobago que había mostrado interés pero no fructiferó. El torneo se celebró en Argentina y los partidos se disputaron en las instalaciones del Club Atlético de San Isidro (CASI).

## Equipos participantes
- Selección de rugby de Argentina
- Selección de rugby de Chile
- Selección de rugby de Uruguay

## Posiciones
| Pos. | Equipo    | Encuentros | Encuentros | Encuentros | Encuentros | Tantos  | Tantos    | Tantos     | Puntos |
| Pos. | Equipo    | jugados    | ganados    | empatados  | perdidos   | a favor | en contra | diferencia | Puntos |
| ---- | --------- | ---------- | ---------- | ---------- | ---------- | ------- | --------- | ---------- | ------ |
| 1    | Argentina | 2          | 2          | 0          | 0          | 56      | 6         | + 50       | 4      |
| 2    | Chile     | 2          | 1          | 0          | 1          | 16      | 29        | - 13       | 2      |
| 3    | Uruguay   | 2          | 0          | 0          | 2          | 17      | 54        | - 37       | 0      |

Nota: Se otorgan 2 puntos al equipo que gane un partido, 1 al que empate, 0 al que pierda

## Resultados[1]

### Primera fecha
| 24 de setiembre | Chile | 16 - 11 | Uruguay | cancha del CASI, Buenos Aires, Argentina |                             |
|                 |       | Reporte |         | Árbitro(s): Ricardo Colombo              | Árbitro(s): Ricardo Colombo |

### Segunda fecha
| 27 de setiembre | Argentina | 38 - 6  | Uruguay | cancha del CASI, Buenos Aires, Argentina |                          |
|                 |           | Reporte |         | Árbitro(s): Alberto Jory                 | Árbitro(s): Alberto Jory |

### Tercera fecha
| 30 de setiembre | Argentina | 18 - 0  | Chile | cancha del CASI, Buenos Aires, Argentina |                            |
|                 |           | Reporte |       | Árbitro(s): Óscar Peterson               | Árbitro(s): Óscar Peterson |

| Bandera de Argentina |
| Campeón Argentina    |
| Quinto título        |